# Genséric Kusunga
Genséric Kusunga, né le 12 mars 1988 à Genève, est un footballeur suisso-angolais qui évolue au poste de défenseur central.

## Carrière

### En équipe nationale
Kusunga est appelé deux fois en équipe de Suisse espoirs.

## Statistiques
| Saison    | Club        | Pays              | Championnat | Championnat | Championnat | Coupes nationales | Coupes nationales | Coupes nationales | Coupes continentales | Coupes continentales | Coupes continentales | Coupes continentales | Total  | Total | Total       |
| Saison    | Club        | Pays              | Matchs      | Buts        | Passes déc. | Matchs            | Buts              | Passes déc.       | Type                 | Matchs               | Buts                 | Passes déc.          | Matchs | Buts  | Passes déc. |
| --------- | ----------- | ----------------- | ----------- | ----------- | ----------- | ----------------- | ----------------- | ----------------- | -------------------- | -------------------- | -------------------- | -------------------- | ------ | ----- | ----------- |
| 2010-2011 | FC Bâle     | Axpo Super League | 7           | 0           | 0           | 3                 | 0                 | 0                 | C3                   | 2                    | 0                    | 0                    | 12     | 0     | 0           |
| 2011-2012 | FC Bâle     | Axpo Super League | 7           | 0           | 0           | 1                 | 0                 | 0                 | C1                   | 2                    | 0                    | 0                    | 10     | 0     | 0           |
| 2012-2013 | Servette FC | Axpo Super League |             |             |             |                   |                   |                   | -                    | -                    | -                    | -                    |        |       |             |

## Palmarès
- FC Bâle
  - Champion de Suisse en 2011 et 2012